# Megyeháza (Kolozsvár)
A kolozsvári megyeháza (prefektúra) a város egyik látványos, szecessziós stílusú kétemeletes épülete, a Belső-Magyar (Kossuth, Mareșal Foch, B-dul 21 Decembrie 1989) utca és a Bocskai (Avram Iancu) tér sarkán áll. A romániai műemlékek jegyzékében a CJ-II-m-B-07267 sorszámon szerepel.
Az épület a gótikus‚ reneszánsz és mór stílus elemeinek és virágmotívumoknak a kombinációja. A nagy alapterületű épületnek két belső udvara van. Hubert József tervei alapján 1910-ben épült fel, eredetileg a Kereskedelmi és Iparkamara számára. Helyén korábban a Magyar Korona vendégfogadó állt.
A kolozsvári Kereskedelmi és Iparkamara 1851. január 19-én alakult meg, és képviselte a kereskedők és iparosok érdekeit. Kiállt a vasút bevezetéséért‚ a vámrendszer egyszerűsítéséért‚ a szakképzés fejlesztéséért; lapokat jelentetett meg. Első elnöke Dietrich Sámuel vaskereskedő‚ alelnöke pedig Rajka Péter gyáros volt.
Az Ellenzék című napilap kiadóhivatala és nyomdája egy ideig több helyiséget bérelt itt. 1914 körül itt volt Kohn Lajos fűszerkereskedési cégének a központja. 1911-től 1919-ig az egyik lakosztályt Schmidt Henrik‚ az egyetem német nyelv és irodalom tanszékének új tanára bérelte. Az első világháború után szintén kereskedelmi és iparkamara volt a rendeltetése, de bérelt helyiségeket a VI. Hadosztály parancsnoksága‚ az Elite sportklub‚ a CFR-nyomda is. 1926-tól a Societatea de Mâine (A holnap társadalma) című társadalmi és gazdasági hetilap szerkesztősége és kiadóhivatala is itt volt. Az 1948-as államosításkor a kamara megszűnt, az épületben ezek után városháza, majd a kommunista párt tartományi, illetve megyei bizottságának székháza volt. A megyei tanács és a megyefőnöki (prefektusi) hivatal 1991-92-ben költözött ide.